# Banda de Música da Força Aérea
A Banda de Música da Força Aérea (BANDA) é um órgão de natureza cultural da Força Aérea Portuguesa. Criada no dia 31 de dezembro de 1957, tem vindo desde então a dar execução aos programas de cerimonial da FAP, assim como na divulgação musical que é superiormente definida. Por diversas vezes representou a FAP, as forças armadas e Portugal em eventos musicais no estrangeiro, tendo sido condecorada em 1997, pelo Presidente da República, com a Medalha de Ouro de Serviços Distintos.
A 10 de junho de 2023, foi agraciada com o grau de Membro-Honorário da Ordem Militar de Sant'Iago da Espada.